# Coluna de nuvem

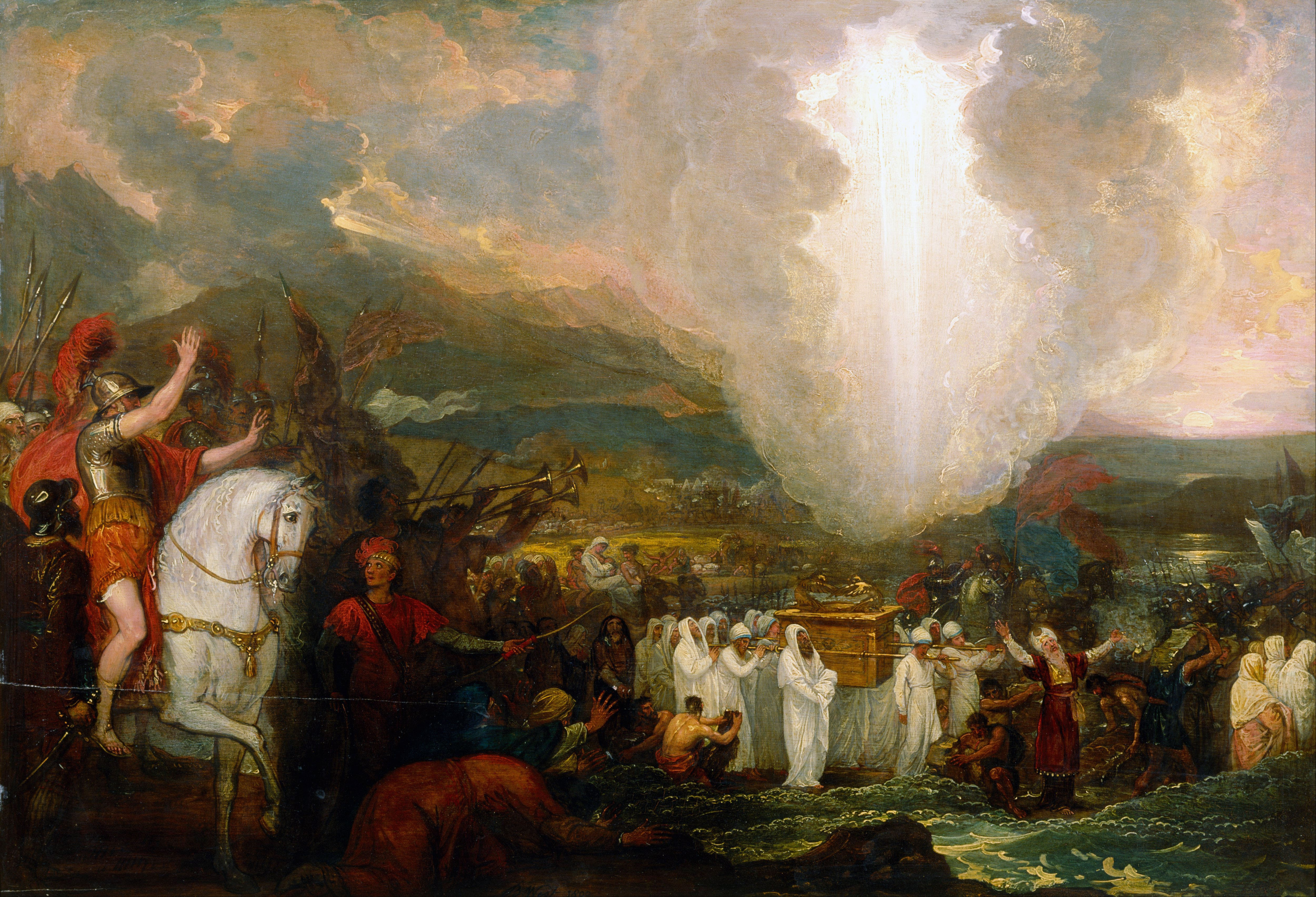
Josué passando o rio Jordão com a Arca da Aliança, 1800, por Benjamin West. Êxodo 13, 21–22 De dia, o Senhor ia à frente deles em uma coluna de nuvem para guiá-los em seu caminho e à noite em uma coluna de fogo.

De acordo com o livro do Êxodo, uma coluna de nuvem guiou os israelitas durante o dia durante o Êxodo do Egito. A coluna de nuvem é tradicionalmente associada à manifestação da presença divina à noite como a coluna de fogo, que fornece luz. Isso era para que eles "pudessem viajar de dia ou de noite".
Alguns estudiosos (por exemplo, Jack Miles em Deus: uma biografia) sugerem que a imagem da coluna de nuvem e da coluna de fogo, combinada com o foco no topo das montanhas, pode significar que os antigos israelitas adoravam um vulcão.

## Uso
- Êxodo 13, 21–22 E Iahweh ia adiante deles, de dia numa coluna de nuvem, para lhes mostrar o caminho, e de noite numa coluna de fogo, para os alumiar, a fim de que caminhassem de dia e de noite. Nunca se retirou de diante do povo a coluna de nuvem durante o dia, nem a coluna de fogo, durante a noite.

Números 14,14 Disseram-no também aos habitantes desta terra. Souberam que tu, Iahweh, estás no meio deste povo, a quem te fazes ver face a face; que és tu, Iahweh, cuja nuvem paira sobre eles; que tu marchas diante cicies, de dia numa coluna de nuvem e de noite numa coluna de fogo.  Deuteronômio 1,33 que vos precedia no caminho, procurando um lugar para o vosso acampamento: de noite por meio do fogo, para que pudésseis enxergar o caminho que percorríeis, e de dia na nuvem. 
Salmo 99,7 Falava com eles da coluna de nuvem, e eles guardavam os seus testemunhos, a Lei que lhes dera. 
- Neemias 9,12 Tu os guiaste de dia com uma coluna de nuvem, de noite com uma coluna de fogo, para iluminardiante deles o caminho pelo qual andassem.  Neemias 9,19 na tua imensa compaixão, não os abandonaste no deserto; a coluna de nuvem não se apartou deles, para guiá-los de dia pela estrada nem a coluna de fogo durante a noite, para iluminar diante deles a estrada pela qual andassem.

## Origens
Miles, Jack (1995). God: A Biography. [S.l.: s.n.]